# Fundația Antarctică Română
Fundația Antarctică Română este un institut de cercetare român care gestionează cercetările polare ale României.
Fundația este unul dintre partenerii de lucru ai spărgătorului de gheață pentru cercetare Aurora Borealis.

## Vezi și
- Stația Law-Racoviță
- Teodor Negoiță
- Florica Topârceanu